# Winfried Thaa

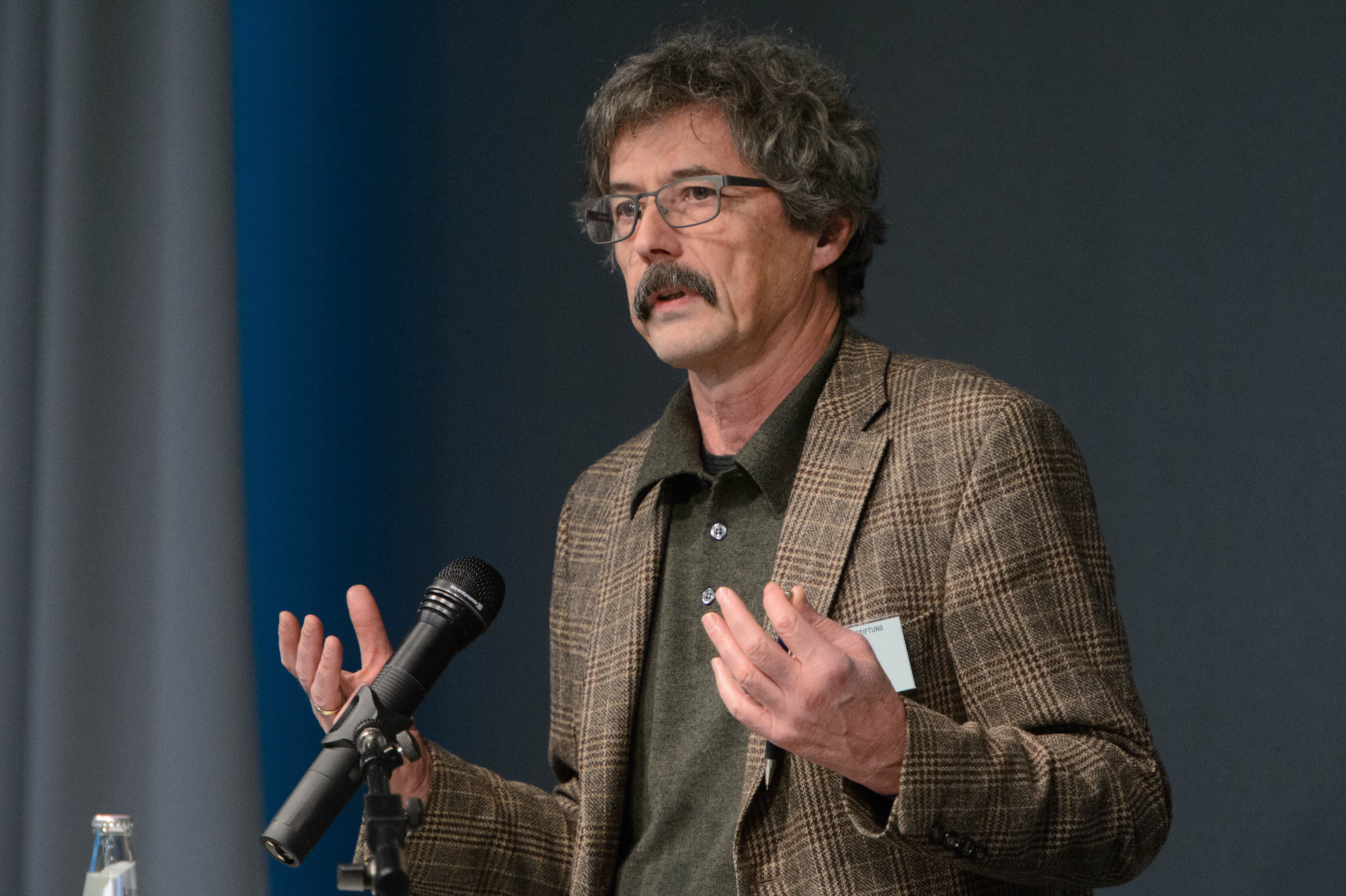
Winfried Thaa, 2013

Winfried Thaa (* 28. Februar 1952 in Tuttlingen) ist ein deutscher Politikwissenschaftler und Hochschullehrer. Er ist Professor für Politische Theorie und Ideengeschichte an der Universität Trier.
Thaa studierte Politikwissenschaft, Philosophie und Germanistik an der Universität Tübingen und dem Bologna Center der Johns Hopkins University. Er promovierte an der Universität Tübingen 1982 mit einer Arbeit zum Thema Herrschaft als Versachlichung. Seine Habilitation erfolgte an der Universität Tübingen 1995 mit der Habilitationsschrift Die Wiedergeburt des Politischen. Zivilgesellschaft und Legitimitätskonflikt in den Revolutionen von 1989. Anschließend folgten Lehrtätigkeiten an den Universitäten in Tübingen, Denver, Co., Ann Arbor, Mi. und Bologna.
Thaas Forschungsschwerpunkte liegen in der Demokratietheorie, der Politischen Repräsentation, der Kulturkritik und des politischen Denkens im 20. Jahrhundert (insbesondere das Denken Hannah Arendts) sowie im Zusammenhang von Globalisierung, Zivilgesellschaft, Demokratie. Er leitete das Teilprojekt C7 Formen und Funktionsweisen politischer Repräsentation von Fremden und Armen in der Bundesrepublik im Sonderforschungsbereich 600 „Fremdheit und Armut“ an der Universität Trier.